# Andrzej Marcinkowski (fizyk)
Andrzej Marcin Marcinkowski (ur. 11 listopada 1933 w Poznaniu, zm. 29 maja 2021) – polski fizyk jądrowy, prof. dr hab.

## Życiorys
Był absolwentem VI Liceum Ogólnokształcącego im. Ignacego Jana Paderewskiego w Poznaniu (1951). W 1955 ukończył studia fizyczne na Uniwersytecie Poznański. Od tegoż roku pracował w Instytucie Badań Jądrowych w Świerku, a po jego podziale w 1982 w Instytucie Problemów Jądrowych im. Andrzeja Sołtana. Uczestniczył w budowie elektrostatycznego akceleratora typu Van de Graaffa „Lech”, który rozpoczął pracę w 1961. W 1967 obronił pracę doktorską Badanie stosunków przekrojów czynnych na utworzenie pary izomerów 58g Co, 58m Co w reakcjach wywołanych przez neutrony prędkie napisaną pod kierunkiem Zdzisława Wilhelmiego, w 1974 uzyskał stopień doktora habilitowanego. 26 października 1990 nadano mu tytuł profesora w zakresie nauk fizycznych.
W latach 1975–1983 kierował Międzyzakładową Grupą Danych Jądrowych, w latach 1992-1995 był kierownikiem Zakładu Reakcji Jądrowych w IPJ. Przeszedł na emeryturę w 2000, ale do 2007 pracował jeszcze naukowo.
W 1989 został odznaczony Złotym Krzyżem Zasługi. 